# Soldano
Soldano (ligur nyelven Soudàn) egy olasz község Liguria régióban, Imperia megyében

## Földrajz
Soldano  Imperiától 750 km-re, a  francia határ közelében helyezkedik el.

## Gazdaság
Legjelentősebb bevételi forrása a mezőgazdaság és a virágkertészet.

## Közlekedés
Megközelíthető az A10 autópálya Bordighera lehajtójáról.

## Fordítás
- Ez a szócikk részben vagy egészben  a   Soldano című olasz Wikipédia-szócikk fordításán alapul.  Az eredeti cikk szerkesztőit annak laptörténete sorolja fel. Ez a jelzés csupán a megfogalmazás eredetét és a szerzői jogokat jelzi, nem szolgál a cikkben szereplő információk forrásmegjelöléseként.